# Árpád Glatz
Árpád Glatz, né le 5 janvier 1939, à Rákosliget, en Hongrie, est un ancien joueur hongrois de basket-ball. Il évolue durant sa carrière au poste d'arrière.